# Episodi di Batwoman (prima stagione)
La prima stagione della serie televisiva Batwoman, composta da 20 episodi, è stata trasmessa negli Stati Uniti d'America su The CW dal 6 ottobre 2019 al 17 maggio 2020.
In Italia la stagione è andata in onda su Premium Action dal 24 marzo al 17 dicembre 2020. 
 I primi due episodi della serie sono stati distribuiti in anteprima a tempo limitato su Infinity sette giorni prima della messa in onda su Premium Action, per poi assieme agli altri episodi essere distribuiti un giorno dopo l'uscita sulla stessa rete. 
 In chiaro la stagione va in onda su Italia 1: il primo episodio è stato trasmesso in anteprima il 28 dicembre 2020 alle 00:25, mentre il resto della stagione va in onda ogni sabato dal 9 gennaio 2021 nel day-time.
Inizialmente la trasmissione su Premium Action degli episodi dal 10 in poi era stata programmata con la messa in onda degli episodi originali con sottotitoli in italiano a causa dell'emergenza COVID-19 che aveva bloccato la continuazione del doppiaggio. Tuttavia, con un post sulla pagina Facebook ufficiale, la rete annunciava che le puntate sarebbero andate in onda regolarmente doppiate in italiano. Gli episodi dal 16 al 20 sono stati trasmessi dal 19 novembre al 17 dicembre 2020 sempre su Premium Action.
Alla fine di questa stagione la protagonista Ruby Rose lascia a sorpresa la serie.
| nº | Titolo originale                          | Titolo italiano                        | Prima TV USA     | Prima TV Italia  |
| -- | ----------------------------------------- | -------------------------------------- | ---------------- | ---------------- |
| 1  | Pilot                                     | Nascita di una leggenda                | 6 ottobre 2019   | 24 marzo 2020    |
| 2  | The Rabbit Hole                           | La tana del coniglio                   | 13 ottobre 2019  | 31 marzo 2020    |
| 3  | Down, Down, Down                          | Giù, giù, giù                          | 20 ottobre 2019  | 7 aprile 2020    |
| 4  | Who Are You?                              | Chi sei tu?                            | 27 ottobre 2019  | 14 aprile 2020   |
| 5  | Mine Is a Long and Sad Tale               | La mia è una lunga e triste storia     | 3 novembre 2019  | 21 aprile 2020   |
| 6  | I'll Be Judge, I'll Be Jury               | Io sarò il giudice, io sarò la giuria  | 10 novembre 2019 | 28 aprile 2020   |
| 7  | Tell Me the Truth                         | Dimmi la verità                        | 17 novembre 2019 | 5 maggio 2020    |
| 8  | A Mad Tea-Party                           | Un tè pazzo                            | 1º dicembre 2019 | 12 maggio 2020   |
| 9  | Crisis on Infinite Earths: Part Two       | Crisi sulle Terre infinite - II Parte  | 9 dicembre 2019  | 19 maggio 2020   |
| 10 | How Queer Everything is Today!            | Com'è tutto strano oggi                | 19 gennaio 2020  | 26 maggio 2020   |
| 11 | An Un-Birthday Present                    | Un regalo di non-compleanno            | 26 gennaio 2020  | 2 giugno 2020    |
| 12 | Take Your Choice                          | La scelta di Kate                      | 16 febbraio 2020 | 9 giugno 2020    |
| 13 | Drink Me                                  | Bevimi                                 | 23 febbraio 2020 | 16 giugno 2020   |
| 14 | Grinning from Ear to Ear                  | Un ghigno fino alle orecchie           | 8 marzo 2020     | 23 giugno 2020   |
| 15 | Off with Her Head                         | Tagliatele la testa!                   | 15 marzo 2020    | 30 giugno 2020   |
| 16 | Through the Looking Glass                 | Attraverso lo specchio                 | 22 marzo 2020    | 19 novembre 2020 |
| 17 | A Narrow Escape                           | Scampato pericolo                      | 26 aprile 2020   | 26 novembre 2020 |
| 18 | If You Believe in Me, I'll Believe in You | Se tu crederai in me, io crederò in te | 3 maggio 2020    | 3 dicembre 2020  |
| 19 | A Secret Kept from All the Rest           | Un segreto molto ben custodito         | 10 maggio 2020   | 10 dicembre 2020 |
| 20 | O, Mouse!                                 | Oh, Mouse!                             | 17 maggio 2020   | 17 dicembre 2020 |

## Nascita di una leggenda
- Titolo originale: Pilot
- Diretto da: Marcos Siega
- Scritto da: Caroline Dries

### Trama
Tre anni dopo la scomparsa del vigilante Batman con sede a Gotham City, Jacob Kane e la sua compagnia di sicurezza privata, i Crows, presiedono un gala per disattivare il Batsegnale. Al culmine dei festeggiamenti, Alice e la banda delle meraviglie rapiscono l'agente Sophie Moore, spingendo la figliastra di Kane, Mary, a chiamare la figlia biologica Kate. Di ritorno dall'estero, Kate scopre che Alice sta prendendo di mira suo padre e si mette alla ricerca di suo cugino, il miliardario Bruce Wayne. Scopre, tuttavia, che Bruce è Batman, che ha accusato di non aver salvato sua sorella e sua madre dalla morte in un tragico incidente d'auto. Rendendosi conto che c'è di più nella storia, indossa la tuta di suo cugino, modificata dall'impiegato della Wayne Enterprises Luke Fox, prima di salvare Sophie e sventare il piano di Alice di far esplodere una bomba in un parco affollato. Il giorno successivo, mentre le notizie parlano di ciò che credono sia il ritorno di Batman, Kate inizia a sospettare che Alice sia sua sorella.
- Ascolti USA: telespettatori 1 860 000[14]

## La tana del coniglio
- Titolo originale: The Rabbit Hole
- Diretto da: Marcos Siega
- Scritto da: Caroline Dries

### Trama
I crescenti sospetti di Kate secondo cui Alice è Beth guidano un cuneo tra lei e Jacob, che crede fermamente che Beth sia morta sulla base delle prove. Mentre cerca di ottenere il coltello preferito di Alice che ha rubato per il test del DNA, viene attaccata da un gruppo di teppisti che riescono a rubarlo. Deducendo uno degli uomini feriti di Alice usava la clinica segreta di Mary, Kate lo libera per dare un messaggio ad Alice. Kate chiede quindi a Sophie di guadagnare tempo mentre incontra Alice, che rifiuta di ammettere direttamente di essere Beth, ma accetta di fornire un campione di DNA. Sophie dice a Jacob dove trovarli, portando Alice ad essere trasportata nel manicomio di Arkham. Alice poi rivela a Kate di aver incaricato il suo ragazzo, l'ex agente dei Crows Dodgson, di uccidere Mary; che spinge Kate a salvarla prima di salvare Alice da una bomba destinata ad ucciderla prima che sia Kate che Alice scappino dalla polizia. Nel frattempo, la matrigna di Kate, Catherine, ordina ai criminali che aveva incaricato di rubare il coltello di Alice di distruggere il coltello. Dopo aver interrogato un uomo di Alice, Kate trova un pacco contenente un pipistrello vivo e un foglietto di Alice che dice che conosce la sua identità
- Ascolti USA: telespettatori 1 450 000[15]

## Giù, giù, giù
- Titolo originale: Down Down Down
- Diretto da: Dermott Daniel Downs
- Scritto da: Holly Henderson e Don Whitehead

### Trama
L'ex amico d'infanzia di Bruce, Thomas Elliot, lascia a Kate un invito a un gala che celebra l'acquisto dell'edificio che si affaccia sulla Wayne Tower. Più o meno nello stesso periodo, una pistola cannone a rotaia progettata per penetrare nel costume di Batman viene rubata da una struttura della Wayne Enterprises. Kate afferma correttamente che Elliot è il ladro, avendo appreso la vera identità di Bruce. Intende uccidere Batman per aver salvato sua madre anni prima, ritardando così la sua eredità. Quando prende degli ostaggi bloccandoli in ascensore per costringere Batman a uscire, Kate lo affronta in un costume modificato, adottando il suo personaggio e salva gli ostaggi dopo aver disabilitato la pistola. Alice stende Elliot con una mazza per salvare Batwoman che era con le spalle al muro, ma si salutano in modi meno che amichevoli. Sophie si ritrova ad avere pensieri sulla sua relazione con Kate, ma li ignora dopo averla vista con la barista, Reagan. Catherine trova delle carte da gioco lasciate da Alice nella sua camera da letto, chiedendo a Jacob di farle fronte nonostante le sue preoccupazioni sul fatto che possa essere Beth. Gotham viene a conoscenza di Batwoman.
- Ascolti USA: telespettatori 1 220 000[16]

## Chi sei tu?
- Titolo originale: Who Are You?
- Diretto da: Holly Dale
- Scritto da: Nancy Kiu e Denise Harkavy

### Trama
La relazione di Kate con Reagan complica i suoi sforzi per catturare Magpie, un maestro ladro di gioielli che ruba la collana di perle di Martha Wayne e mette in discussione il suo nuovo status di protettrice di Gotham. Quando Dodgson prende un'infezione mentre è in prigione, Batwoman lo lascia con Mary per curarlo. Alice visita Catherine vicino alla tomba di "Beth" e le chiede di girare un'arma sperimentale; minacciando di dire a Jacob la verità su Beth. Mentre Dodgson viene drogato con della morfina, Mary impersona Alice e gli fa rivelare parte del suo piano: una misteriosa figura di nome Mouse. Dopo aver rubato la collana, Batwoman sventa l'ultima rapina di Magpie in un gala del museo; permettendo ai Crows di arrestare lei e Sophie per portarla nel penitenziario di Blackgate. Riconoscendo che non può avere una relazione onesta, Kate interrompe Reagan. Catherine decide di confessare a Jacob, dicendogli che delle ossa di cervo sono state usate per fare credere che fosse il cranio di Beth e si precipita fuori con rabbia. Per fornirsi una copertura per il suo vigilantismo, Kate crea una società che acquista edifici fatiscenti per poi trasformarli in alloggi a basso costo con Luke come suo assistente.
- Ascolti USA: telespettatori 1 290 000[17]

## La mia è una lunga e triste storia
- Titolo originale: Mine Is a Long and Sad Tale
- Diretto da: Carl Seaton
- Scritto da: Jerry Shandy e Ebony Gilbert

### Trama
Alice è legata a una serie di furti di pelle a Gotham, quindi Kate la cattura e le dà la possibilità di spiegarsi, lasciando anche Jacob e Sophie una pista da seguire. Le sorelle si recano nella zona rurale dove Beth è stata vista l'ultima volta. Una serie di flashback mostra che Beth viene salvata dall'annegamento e successivamente tenuta prigioniera da un uomo che vuole che sia una compagna del figlio sfigurato, Jonathan Cartwright, che si rivela essere il topo. Catherine dice a Mary la verità sul suo inganno e si precipita nell'ubriaca di Wayne Enterprises. Luke la calma lasciandola aiutare nelle sue indagini sui furti, apprendendo che sono collegati alla fuga di diversi prigionieri da Arkham. Alice droga Kate e la chiude a casa di Mouse. Quando Jacob e Sophie si presentano dopo aver sottomesso Dodgson e i membri della banda Wonderland con lui, Alice accoltella suo padre. Kate scappa, prende il mouse prigioniero con l'aiuto di Sophie e costringe lui e Alice ad andarsene. Jacob recupera, ma ora accetta pienamente che Alice è Beth. Alice promette a Mouse, che chiama suo "fratello", che lo aiuterà a diventare chiunque voglia essere.
- Ascolti USA: telespettatori 1 160 000[18]

## Io sarò il giudice, io sarò la giuria
- Titolo originale: I'll Be Judge, I'll Be Jury
- Diretto da: Scott Peters
- Scritto da: James Stoteraux e Chad Fiveash

### Trama
Un vigilante che si definisce "boia" inizia a prendere di mira le forze dell'ordine e gli ufficiali giudiziari che ritiene corrotti. Alice ha Mouse impersonare uno dei ricercatori di Catherine per rubare l'arma che ha rifiutato di girare. Quando scopre che aveva intenzione di uccidere Batwoman, affronta Alice per proteggere sua sorella, che considera un tradimento. Sophie deduce l'identità di Batwoman, ma viene ferito dal boia durante il suo ultimo colpo; costringendo Kate a lasciarla con Mary. Si trova un'unità flash, che dimostra che le affermazioni del boia sono vere. Ciò sconvolge Luke, poiché teme che consentirebbe all'assassino di suo padre di richiedere un nuovo processo. Sophie scappa, ma non prima che Mary la esorti a non rivelare chi sia Batwoman. Jacob riesce a uccidere il boia, solo per essere catturato in una delle sue trappole. Kate lo salva in costume. Quando si incontrano di nuovo, le dice che ha sbagliato a incolpare Batman per quello che è successo a Beth e sua moglie. Alice convince Mouse a non accenderla dicendo che ha bisogno di lui per il suo prossimo "tea party" con Kate.
- Ascolti USA: telespettatori 1 090 000[19]

## Dimmi la verità
- Titolo originale: Tell Me the Truth
- Diretto da: Michael A. Allowitz
- Scritto da: Caroline Dries e Natalie Abrams

### Trama
Kate incontra la sua vecchia amica, Julia Pennyworth, mentre si trova sulle tracce di un assassino professionista chiamato "The Rifle". Sophie minaccia di dire a suo padre chi è Kate a meno che non cessi il suo controllo. The Rifle incontra Alice e consegna una misteriosa fiala. Kate invita Sophie in un ristorante locale dove il loro spettacolo di affetto sconvolge il proprietario omofobo. Quando se ne vanno, Sophie confessa che Jacob è stato colui che l'ha convinta a porre fine alla loro relazione, mettendola sulla strada per dove si trova ora. Catherine va a trovare Jacob, che accetta con riluttanza di non chiedere il divorzio. Julia si presenta come Batwoman in modo che Kate possa ingannare Sophie, ma finisce catturata dai Crows quando The Rifle le attira in una imboscata. Kate la salva e Sophie conclude che si sbaglia. Tuttavia, Kate le dice che è meglio che smettano di vedersi. Kate e Mary decidono di aprire un bar gay in uno spazio acquistato dall'ex compagnia. Jacob va da Alice, rivelando se stesso come Mouse sotto mentite spoglie, mentre The Rifle parte per il Mediterraneo con Julia alle calcagna mentre il vero Jacob ritorna da uno stato all'altro. Alice mette in azione la fase successiva del suo piano.
- Ascolti USA: telespettatori 1 010 000[20]

## Un tè pazzo
- Titolo originale: A Mad Tea-Party
- Diretto da: Holly Dale
- Scritto da: Nancy Kiu

### Trama
Alice ha rapito Jacob mentre Mouse sequestra Sophie e Tyler mentre il suo piano si svolge. Su ordine di Alice, i membri mascherati di Gang Wonderland sostituiscono i dettagli di sicurezza assegnati a proteggere la sfera umanitaria di Gotham, dove Catherine deve essere premiata; ma Alice riscrive il suo discorso, facendola confessare a numerosi crimini prima di crollare. Alice rivela a Catherine e Mary catturati che sono stati avvelenati con una tossina letale sviluppata dalla società precedente e che esiste solo un antidoto sufficiente per uno di loro. Catherine costringe Mary a prenderlo; esprimendo quanto sia orgogliosa di lei prima di morire. Mentre Batwoman neutralizza la banda del Paese delle Meraviglie, quasi strangola Alice con rabbia dopo aver appreso delle sue azioni. Comunque Mouse, travestito da Jacob, stordisce Batwoman per esfiltrare Alice. Il vero Jacob si sveglia e si ritrova incastrato per la morte di Catherine e arrestato. La furiosa Kate ha scelto di credere in Alice, Mary la rifiuta. Mentre Kate visita Jacob, entrambi concordano sul fatto che Alice non si può salvare e deve essere uccisa. Stanco di dubitare, Tyler chiede a Sophie di decidere se ama lui o Kate.
- Ascolti USA: telespettatori 1 010 000[21]

## Crisi sulle Terre infinite - II Parte
- Titolo originale: Crisis on Infinite Earths: Part Two
- Diretto da: Laura Belsey
- Scritto da: Don Whitehead e Holly Henderson

### Trama
Per aiutarli, Harbinger recluta il Mick Rory di Terra-74 prendendo in prestito anche la sua Waverider. Dopo la morte di Oliver Queen, il Monitor consulta il Libro del Destino e viene a sapere di sette campioni, chiamati Paragon, che potrebbero fermare la crisi. Ne sono già stati trovati due, ovvero Sara Lance (Paragon del destino) e Kara Danvers (Paragon della speranza), ma per trovarne altri due, Clark Kent, Lois Lane e Iris West-Allen devono individuare un Superman (Paragon della verità) mentre Kate e Kara un "pipistrello del futuro" (Paragon del coraggio). A complicare le cose, Lex Luthor, resuscitato dal Monitor, ruba il Libro e attraversa il multiverso per uccidere tutti i Superman, ad eccezione del Clark Kent di Terra-167, che rivela a Lex di aver rinunciato ai suoi poteri. Quando trova il Superman della Terra-96, doppelgänger di Ray Palmer di Terra-1, contemporaneamente alla squadra di Clark, costringe i due Kryptoniani a combattere tra loro fino a quando Lois lo ferma. Nel frattempo, Kate e Kara trovano il Bruce Wayne di Terra-99. Kate cerca di convincerlo ad unirsi a loro, ma Kara scopre che è un assassino, portando a uno scontro in cui Bruce viene ucciso accidentalmente. Altrove, Sara, Barry Allen e Mia Smoak, con l'aiuto di John Constantine, decidono di riportare in vita Oliver attraverso il Pozzo di Lazzaro su Terra-18, ci riescono, ma il restauro dell'anima non funziona. Di nuovo sulla Waverider, Ray costruisce un "rivelatore di campioni", che identifica Kate come Paragon del coraggio. All'insaputa di tutti, Harbinger viene contattato dal malvagio Anti-Monitor. La storia continua nella sesta stagione di The Flash.
- Nota. Con questo episodio prosegue un evento crossover iniziato nell'episodio 9 della stagione 5 di Supergirl e prosegue nell'episodio 9 di The Flash stagione 6, nell'episodio 8 di Arrow stagione 8, e si conclude nel primo episodio della quinta stagione di Legends of Tomorrow.
- Guest star: Melissa Benoist (Kara Danvers / Kara Zor-El / Supergirl), Stephen Amell (Oliver Queen / Green Arrow / Spectre), Caity Lotz (Sara Lance / White Canary), Brandon Routh (Ray Palmer / Atom), Katherine McNamara (Mia Smoak / Green Arrow), Tyler Hoechlin (Clark Kent / Superman), Elizabeth Tulloch (Lois Lane), Grant Gustin (Barry Allen / Flash), Audrey Marie Anderson (Lyla Michaels / Harbinger), Candice Patton (Iris West-Allen), Jon Cryer (Lex Luthor), Matt Ryan (John Constantine), Kevin Conroy (Bruce Wayne Terra-99), Tom Welling (Clark Kent Terra-167), Erica Durance (Lois Lane Terra-167)
- Ascolti USA: telespettatori 1 710 000[22]

## Com'è tutto strano oggi
- Titolo originale: How Queer Everything is Today!
- Diretto da: Jeffrey Hunt
- Scritto da: Caroline Dries

### Trama
Dopo la morte di Catherine e l'arresto di Jacob, Mary si getta nella ricerca di un esperto che possa testimoniare in difesa di Jacob e continua a prendere le distanze da Kate mentre Sophie prende il comando dei Crows. Dopo che Batwoman ha salvato un treno pirata dallo schianto, il colpevole chiede una grossa somma di denaro come riscatto, altrimenti pubblicherà tutti i segreti di Gotham online. Luke rintraccia il colpevole alla Gotham Prep, dove Batwoman viene a sapere che si tratta di una studentessa lesbica di nome Parker Torres, che è stata denunciata ai suoi genitori eteronormativi da una ex fidanzata e spera di lasciare Gotham con i soldi del ricatto. Alice irrompe nella scuola, rapisce Parker e costringe Batwoman a smascherarsi minacciando la scuola con una bomba, ma Parker contatta invece i Crows e la polizia di Gotham, che evacuano l'edificio e arrestano Alice. In seguito, Kate offre a Parker un sostegno emotivo e si riconcilia con Mary. Batwoman rivela di essere una supereroina lesbica in un'intervista con Kara alla CATCO. Quando torna alla Wayne Tower, Kate trova quella che sembrerebbe Beth, che la saluta felicemente ignara di tutto.
- Ascolti USA: telespettatori 790 000[23]

## Un regalo di non-compleanno
- Titolo originale: An Un-Birthday Present
- Diretto da: Mairzee Almas
- Scritto da: Chad Fiveash e James Stoteraux

### Trama
Nei flashback, Beth ha dimostrato di avere una migliore amicizia con Mouse, ma suo padre August Cartwright non ha approvato e l'ha coinvolta nel suo ultimo progetto. Nel presente, Kate cerca di chiarire le cose con la seconda Beth, che è stata sfollata dalla sua terra in seguito alla crisi. Per far evadere Alice, Mouse rapisce i figli del commissario Forbes e del sindaco Akins prima che lui e la Wonderland Gang intercettino Kate prima che possa diventare Batwoman. Grazie a un codice che Kate e Sophie hanno imparato, Sophie si rifiuta di cedere alle richieste di Mouse. Nel tentativo di ingannare Alice, Luke e Mary travestono la sostituta Beth da Alice per guadagnare tempo per liberare Kate. Quando "Alice" non usa il codice corretto, Mouse la cattura. Kate si libera, sottomette la banda del Paese delle Meraviglie e ferisce Mouse prima di salvare gli ostaggi. Alice esce prima di poter essere portata ad Arkham, dicendo a Sophie che ha i suoi demoni da affrontare. Con Mouse sotto stretta sorveglianza in terapia intensiva, i manifestanti si presentano fuori dalla GCPD chiedendo di accendere il Batsegnale quando arriva Batwoman. Più tardi, Kate festeggia il suo compleanno con Luke, Mary e Beth. Improvvisamente, Beth e Alice iniziano a soffrire contemporaneamente di emicrania.
- Ascolti USA: telespettatori 670 000[24]

## La scelta di Kate
- Titolo originale: Take Your Choice
- Diretto da: Tara Miele
- Scritto da: Ebony Gilbert

### Trama
Sophie e Jacob presentano una petizione al dottor Campbell per la sua testimonianza, che accetta di esaminare Mouse. Alice fa visita a Mouse, apprendendo del suo doppelgänger, e continua a soffrire di emicrania fino a quando non la incontra nella Wayne Tower, dove Beth teorizza che solo una di loro può essere salvata. Alice decide di uccidere Beth, ricordando che il sangue di Mary ha la "panacea" del suo avvelenamento che potrebbe salvare una di loro, ma Mary scappa per dare il suo sangue a Kate da somministrare a Beth, lasciando Alice ammanettata a un letto di clinica. Nel frattempo, Jacob viene attaccato da Dodgson e poi salvato da Reggie, aspettandosi che Jacob lo ripaghi prima che gli altri prigionieri lo scoprano. Alice ha le allucinazioni vedendo Catherine prometterle un posto all'inferno, mentre Campbell fa visita a Mouse in terapia intensiva, rivelandosi come August. Fatto uscire Mouse vestito da guardia, August lo lascia legato in un luogo sconosciuto mentre prende di mira Alice. Dopo aver dato a Beth il campione di sangue, Kate si occupa di un'Alice indebolita, mentre Luke allontana Beth dai Crows. Anche se Sophie segue, pronta a uccidere Beth, sceglie di chiedere l'arresto. August invece spara a Beth, scambiandola per Alice e permettendo a quest'ultima di riprendersi rapidamente e mettere Kate al tappeto.
- Ascolti USA: telespettatori 850 000[25]

## Bevimi
- Titolo originale: Drink Me
- Diretto da: Dermott Daniel Downs
- Scritto da: Jerry Shandy

### Trama
Con la verità sull'omicidio di Catherine che viene alla luce, Jacob viene scagionato da tutte le accuse e riprende il controllo dei Crows. La morta Beth viene scambiata per Alice. Di notte, la gente è presa di mira da un vampiro di nome Nocturna. Quando Batwoman trova la sua ultima vittima, Nocturna la stordisce con la ketamina prima di fuggire con un campione del suo sangue. Sophie aiuta Batwoman prima che i Crows la raggiungano, consigliandole di mantenere le distanze. Mary tratta Kate prima che quest'ultima lavori con Jacob per estrarre Nocturna. Dopo aver parlato con Kate, Alice sostituisce Mouse con un manichino prima che venga attaccata da Nocturna. Utilizzando il riconoscimento facciale, Luke svela l'identità di Nocturna: è Natalia Knight, una donna che soffre di porfiria. Kate trova Alice mentre Nocturna attacca Mary. Alice dona il suo sangue per salvare Mary prima che Kate affronti Nocturna e la sconfigga con una luce UV forense. Jacob affronta Sophie dopo aver visto un filmato di lei che aiuta Batwoman e la implora di scegliere da che parte stare prima di sospenderla fino a nuovo ordine. Mary ricorda di aver trovato la ketamina nell'organismo di Kate e si rende conto che la sorellastra è Batwoman, mentre Alice capisce che Campbell è in realtà August. Sophie chiama col Batsegnale Batwoman e si scambiano un bacio.
- Ascolti USA: telespettatori 820 000[26]

## Un ghigno fino alle orecchie
- Titolo originale: Grinning from Ear to Ear
- Diretto da: Michael Blundell
- Scritto da: Denise Harkavy

### Trama
Nei flashback, Duela Dent fa fatica a far apparire il suo volto "normale", così rompe uno specchio e ne usa i frammenti per tagliarsi il viso. Nel presente, Duela si rivolge agli influenti dei social media. Ancora sospesa, Sophie riceve la visita di sua madre, Diane. Quando però viene a conoscenza dei suoi attuali problemi di relazione, se ne va delusa. August aggancia Mouse a un barattolo di tossina della paura e gli dice di aver ucciso Alice. Mentre indaga su Duela, Batwoman determina il suo prossimo obiettivo, Myrtle, e salva per un pelo la madre della ragazza dopo che Duela l'ha aggredita. In seguito, Luke scopre che Myrtle ha cambiato il suo nome in Veronica May e che le vittime di Duela erano tutte collegate al dottor Campbell. Batwoman e Sophie trovano poi Duela proprio mentre sta per gettare Veronica nell'acido. Mentre Batwoman salva la seconda, Sophie sottomette la prima e la lascia alla polizia. Tuttavia, Alice arriva prima a Duela e le ruba la faccia per poter rapire il dottor Campbell e rivelare di conoscere la sua vera identità come parte del suo piano di vendetta contro di lui. Nel frattempo, come temeva Luke, l'avvocato di Reggie gli fa visita per stabilire la data del nuovo processo del suo cliente alla luce di nuove prove. In mezzo a tutto questo, Jacob si trova a mettere in discussione le circostanze della morte di Lucius.
- Ascolti USA: telespettatori 750 000[27]

## Tagliatele la testa!
- Titolo originale: Off with Her Head
- Diretto da: Holly Dale
- Scritto da: Natalie Abrams

### Trama
Nei flashback, Gabi Kane ha regalato alle sue figlie collane abbinate ai suoi orecchini. Durante il suo periodo con August, Beth ha sopportato i tormenti di sua madre Mabel, la sua "Regina di Cuori". Prendendo nota degli orecchini di Mabel, li ha rintracciati in un frigorifero chiuso a chiave contenente la testa di Gabi. Per rappresaglia, Beth trasformò la bombola di ossigeno di Mabel in un lanciafiamme di fortuna, commettendo il suo primo omicidio. Nel presente, Batwoman trova un August legato vicino al Batsegnale e avverte Jacob, che non è disposto ad avvertire la polizia dopo quello che Forbes gli ha fatto. Quando chiede della seconda Beth, Kate afferma di essere stata una "ladra di pelle" per nascondere la sua vera natura, mentre Luke e Mary rintracciano il suo assassino. Nel frattempo, Alice trova Mouse e lo libera, ma lui la aggancia alla bomboletta e fugge, credendo che sia la sua più grande paura. Sotto gli effetti della tossina della paura, Alice allucina una Mabel zombificata che la tormenta prima di liberarsi. Jacob arriva poco dopo mentre cerca Mouse e usa l'adrenalina per salvarla prima di arrestarla. Disgustata da ciò che August ha fatto a Beth e a sua madre, Kate lo strangola accidentalmente, con grande sgomento di Jacob che ritorna con Alice. Kate si isola e comincia a bere.
- Ascolti USA: telespettatori 750 000[28]

## Attraverso lo specchio
- Titolo originale: Through the Looking Glass
- Diretto da: Sudz Sutherland
- Scritto da: Nancy Kiu

### Trama
Jacob seppellisce il corpo di August e lascia andare Beth con riluttanza. Arrivando al nascondiglio della banda del Paese delle Meraviglie sperando di trovare Mouse, Alice invece trova la sua banda morta, così convince Kate ad aiutarla a trovare Mouse, promettendo di lasciare Gotham quando lo farà. Vanno da un'infermiera che ha curato Mouse, per poi scoprire che i Crows lo portano ad Arkham. Dopo un disaccordo e un litigio, Kate accetta di aiutare Alice a farlo evadere. Recuperano le chiavi della cella di Mouse, ma quando Alice va a liberarlo, Kate la rinchiude con lui prima di rivelare di aver partecipato a un'operazione pungente con Jacob per catturarla. Nel frattempo, Jacob incarica Sophie di indagare sulla morte di Lucius dopo aver sentito del nuovo processo di Reggie. Nel frattempo, un cecchino la uccide quasi, ma Julia la salva. Altrove, Luke e Mary assistono all'udienza di Reggie, dove gli viene concesso il nuovo processo e viene rilasciato. Luke lo affronta, ma Reggie sostiene di essere stato incastrato prima di essere misteriosamente colpito. In seguito Sophie chiama Jacob per informarlo che due persone collegate al caso sono state trovate morte prima che il killer lo uccida quasi, anche se Jacob è in grado di sconfiggerlo. Quando però lo interroga per avere delle risposte, il killer muore per le ferite riportate.
- Ascolti USA: telespettatori 770 000[29]

## Scampato pericolo
- Titolo originale: A Narrow Escape
- Diretto da: Paul Wesley
- Scritto da: Daphne Miles

### Trama
- Ascolti USA: telespettatori 630 000[30]

## Se tu crederai in me, io crederò in te
- Titolo originale: If You Believe in Me, I'll Believe in You
- Diretto da: James Bamford
- Scritto da: James Stoteraux e Chad Fiveash

### Trama
- Ascolti USA: telespettatori 640 000[31]

## Un segreto molto ben custodito
- Titolo originale: A Secret Kept from All the Rest
- Diretto da: Greg Beeman
- Scritto da: Jerry Shandy e Kelly Larson

### Trama
- Ascolti USA: telespettatori 700 000[32]

## Oh, Mouse!
- Titolo originale: O, Mouse!
- Diretto da: Amanda Tapping
- Scritto da: Holly Henderson e Don Whitehead

### Trama
Ormai passato un po' di tempo, Alice decide di far diventare Tommy Elliot il grande playboy miliardario Bruce Wayne.
- Ascolti USA: telespettatori 740 000[33]